# Reep Daggle
Chameleon Boy (Reep Daggle), anche noto come Chameleon, è un supereroe della DC Comics, un membro della Legione dei Super-Eroi nel XXX e XXXI secolo. Comparve per la prima volta in Action Comics n. 267 (agosto 1960).

## Biografia del personaggio

### Silver Age
Reep Daggle proviene dal pianeta Durla, dove ognuno possiede la capacità di cambiare forma fisica. Ha la pelle arancione, orecchie a punta, un paio di antenne e non ha i capelli nella sua forma umanoide usuale, anche se sia il suo nome che la sua forma tipo furono entrambi costretti su di lui da parte delle autorità di immigrazione dell'Earthgov. Nella continuità pre-Ora zero, era il figlio del finanziere della Legione, R. J. Brande, che si rivelò essere un Durlaniano che fu congelato nella sua forma umana dopo aver contratto una malattia, mentre una femmina Durlaniana di nome Zhay Reep, non seppe che Brande era suo padre per molti anni (si scoprì che il nome originale di Brande era Ren Daggle, poi alterato dopo la storia della Crisi). Reep e il suo gemello Liggt furono cresciuti dalla loro zia materna Ji, finché i due non furono costretti a combattere per i Diritti di Sopravvivenza Durlaniani, che Reep vinse. Chameleon Boy fu anche un eccellente detective; le sue abilità deduttive si accoppiavano con le sue abilità mutaforma portandolo a capo della Squadra di Spionaggio della Legione.
Chameleon Boy fu condannato alla permanenza sul pianeta prigione di Takron-Galtos per le sue attività spionistiche contro i Khunds, che portarono fin quasi ad una guerra. Fu rilasciato dopo il suo eroismo nei confronti del criminale Daxamita Ol-Vir nella Great Darkness Saga. Durante la sua incarcerazione, fu costretto ad indossare dei legacci sulle antenne che prevenivano le sue abilità mutaforma, anche se li riottenne alcuni mesi più tardi, quando padre e figlio si riconciliarono in un pellegrinaggio su Durla per visitare un sacro tempio che ridiede loro i poteri. Con lo scioglimento della Legione avvenuta dopo il vol. 3 della serie, annoiato dal dirigere le Brande Industries, "Cham" divenne la forza principale dietro il ri-assemblamento della squadra nel vol. 4.
Durante la "Five Year Gap" dopo la Guerra della Magia, la Terra cadde sotto il controllo occulto dei Dominatori, e si allontanò dai Pianeti Uniti. Poco dopo, i membri altamente classificati dei Dominatori designati come "Batch SW6" fuggirono dalla prigione. Originariamente, i Batch SW6 comparvero come un gruppo di cloni dei Legionari, creati da campioni ottenuti prima della morte di Ferro Lad per mano del Mangiatore di Soli. Successivamente, quando si rivelarono essere dei duplicati di un paradosso temporale, ognuno di loro era altrettanto legittimo quanto le loro controparti. Tuttavia, questa versione di Chameleon Boy rimase uccisa in battaglia (insieme alle versioni Batch SW6 della Principessa Projectra e di Karate Kid) combattendo le truppe dei Dominatori.

### Rinnovamento dell'Ora Zero
Post-Ora zero, Reep fu noto semplicemente come "Chameleon" e non ebbe nessuna relazione con R. J. Brande. Questa volta, era il figlio di un leader spirituale di Durla ed erede al titolo. Durante il suo primo anno di servizio nella Legione, suo padre e la maggior parte del sacerdozio di Durla furono uccisi da Composite Man, un mutante Durlaniano in grado di copiare le abilità innate così come le sembianze di chi impersonava. La gente di Durla pregò più e più volte Reep di assumere il ruolo di suo padre, ma lui rifiutò fermamente, credendo di servire meglio la sua gente come membro della Legione. Originariamente non parlava Interlac (linguaggio universale del XXX secolo), e Lyle Norg doveva tradurre. Dopo aver imparato la nuova lingua, finse una continua difficoltà come parte di un'operazione atta a far affermare al Presidente Chu le sue malefatte, organizzato dalla Squadra di Spionaggio di Invisible Kid. Una volta che la missione fu completata, abbandonò la finta. Fu l'ammiratore segreto di Spark, e successivamente cominciarono una relazione. Mantenne anche una forte amicizia con Invisible Kid, con Leviatano (fino alla sua morte) e Sensor.

### "Terzo rinnovamento", 2005
Nel rinnovamento della Legione del 2005, il personaggio fu sempre chiamato Chameleon, ma ora appariva come un umanoide completamente androgino e senza un sesso definito. Possedeva ancora l'abilità di mutare in ogni forma desiderata, ma le origini del personaggio, rinnovate, dovevano ancora essere narrate, anche se Jeyra Entinn, una femmina telepate Titaniana, ricavò dalla sua mente l'immagine di un'infanzia androginamente descritta come piena di pregiudizi, che lo lasciò con la voglia di ottenere dei risultati sia come detective che come Legionario, così come la voglia di portare all'attenzione di tutti un'immagine migliore dei Durlaniani. Era ancora un dotatissimo detective e pratico non solo dell'Interlac ma di tutti gli aspetti della vita sui Pianeti Uniti. È correntemente in grado di mimare solo l'aspetto fisico di persone ed animali, anche se la duplicazione delle abilità metaumane resta oltre le sue capacità; poteri puramente fisici, tuttavia, sono sotto il suo controllo (per esempio può sviluppare l'acutissimo senso olfattivo di un cane o la visione infrarossi di una bestia esotica, ma non la vista calorifica o la super forza di Superman). Può mimare anche i macchinari complessi, ed utilizzare i suoi poteri mimetici come un surrogato del fattore di guarigione, entrambi evidenziati quando Brainiac 5 lo convinse a tramutare la sua mano in un'avanzata arma aliena da lui veduta in passato, e la tagliò con un coltello, lasciando Chameleon Boy con un dolore acuto, ma con la possibilità di ricrescita dell'arto amputato dal moncherino rimasto.
Una differenza minore con la versione precedente del personaggio è che la forma predefinita non lascia sempre le antenne visibili, anche se le utilizza spesso per analizzare oggetti sconosciuti.

### Post-Crisi Infinita
Gli eventi della miniserie Crisi infinita, ricostituirono un'analoga continuità della versione della Legione pre-Crisi sulle Terre infinite, come visto nella storia "The Lightning Saga" in Justice League of America e Justice Society of America, e nella storia "Superman e la Legione dei Supereroi" in Action Comics. Chameleon Boy fu incluso in questi numeri, ma è considerato temporaneamente "scomparso".
Si scoprì infine in Superman vol. 1 n. 696 che Chameleon Boy assunse il ruolo di Control, una giovane donna che assisteva la direzione della Polizia Scientifica nel XXI secolo. Fu trovato dal Guardiano in rovina sotto la stazione della Polizia Scientifica, a metà tra la sua forma e quella da lui assunta. Dopo che si fu svegliato, fu attaccato dal Generale Lane prima di fuggire con l'aiuto di Quislet.
Come rivelato in Adventure Comics vol. 2 n. 8, Chameleon Boy fa parte di una squadra segreta inviata nel XXI secolo dal fu R. J. Brande per salvare il futuro nella storia Last Stand of New Krypton.

## Altri media
- Chameleon comparve in un episodio della serie animata Le avventure di Superman, con Saturn Girl e Cosmic Boy, dal titolo "New Kids in Town". Il doppiatore originale fu l'attore Jason Priestley. Comparve poi nell'episodio "Lontani da casa", della serie animata Justice League Unlimited.
- Comparve poi nella seconda stagione della serie animata Legion of Super Heroes. In questa serie, Chameleon Boy fu caratterizzato come genericamente incline all'umorismo e saggio, simile a Beast Boy nella serie animata Teen Titans, anche se riesce ad essere serio quando è necessario, ed è preparato a infrangere le regole della Legione se pensa che questa sia ingiusta. Sempre come Beast Boy, comparve in una forma molto più giovanile della sua controparte dei fumetti e più che altro si tramuta in forma animale. Nella sua prima comparsa commentò "Mio padre è ricco, ricordate?" e negli episodi successivi confermò che era un riferimento ad R. J. Brande.